# Grzegorz Wójtowicz (ekonomista)

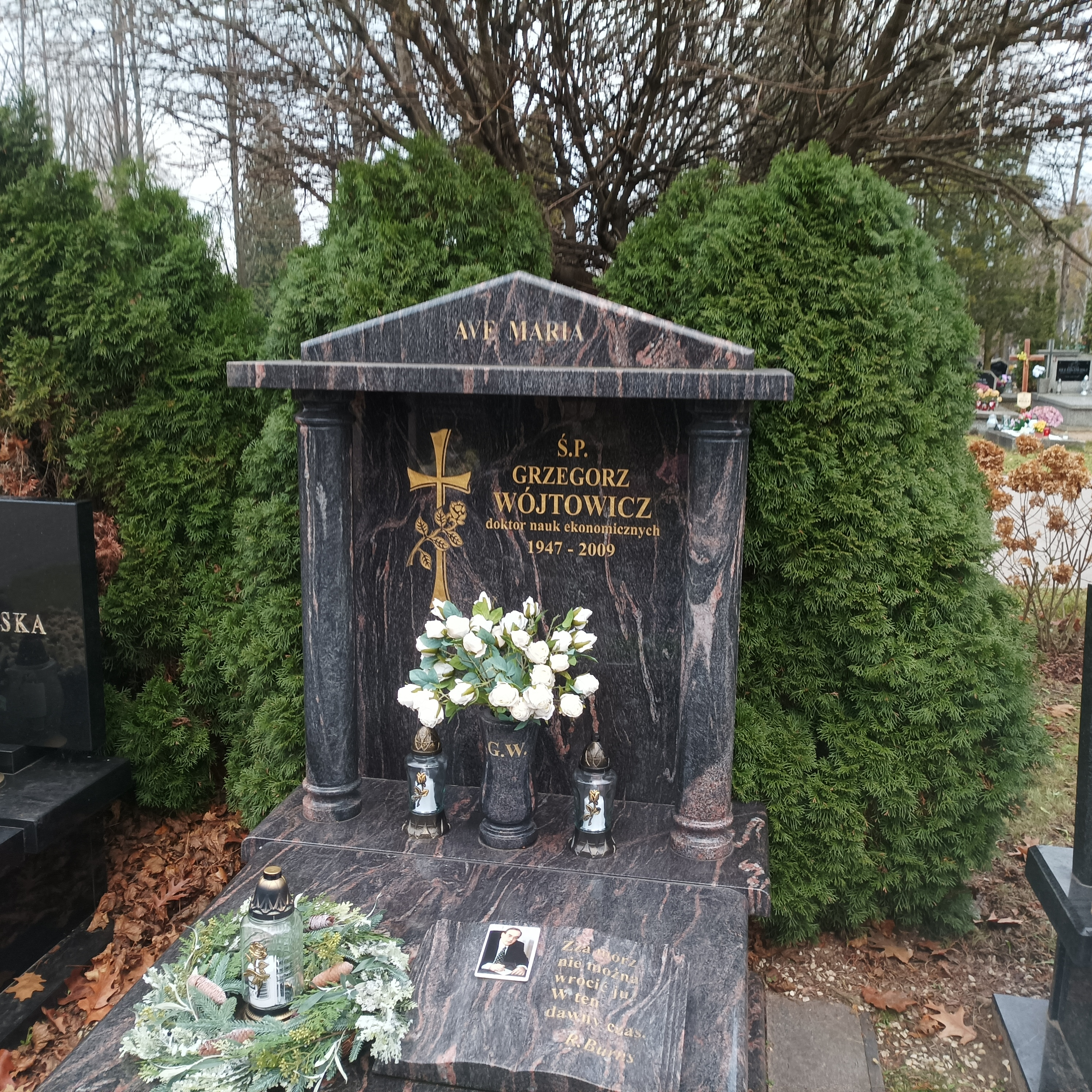
Grób Grzegorza Wójtowicza na cmentarzu komunalnym Północnym w Warszawie

Grzegorz Maciej Wójtowicz (ur. 2 października 1947, zm. 14 czerwca 2009 w Warszawie) – polski ekonomista. W 1991 prezes Narodowego Banku Polskiego, w latach 1998–2004 członek Rady Polityki Pieniężnej.

## Życiorys
Syn Czesława i Haliny. Ukończył studia w zakresie handlu zagranicznego w Szkole Głównej Planowania i Statystyki, uzyskał następnie stopień naukowy doktora nauk ekonomicznych. Specjalizował się w dziedzinie historii pieniądza, w szczególności polskiego.
Pracę w Narodowym Banku Polskim rozpoczął w 1970. Do 1978 był specjalistą ds. kredytowych w Oddziale Koszalińskim NBP. Kolejne lata pracował w centrali NBP w pionie zagranicznym na stanowiskach głównego specjalisty, wicedyrektora i dyrektora departamentu. Od 1984 był członkiem Zarządu NBP. W latach 1989–1991 zajmował stanowisko wiceprezesa, a w 1991 prezesa NBP.
W związku z aferą Art-B i ujawnieniem tzw. oscylatora był obwiniony o zaniedbania w nadzorze nad bankami, co doprowadziło do żądań jego odwołania ze stanowiska prezesa NBP. Ponieważ ówczesny stan prawny nie przewidywał takiej możliwości, to marszałek Sejmu Mikołaj Kozakiewicz wezwał go do powstrzymania się od pełnienia obowiązków, czemu Grzegorz Wójtowicz się podporządkował. Po nowelizacji przepisów dotyczących NBP został odwołany ze stanowiska. W związku z zarzutami został zatrzymany, a następnie przez kilka miesięcy był tymczasowo aresztowany. Ostatecznie został uniewinniony od popełnienia zarzucanych mu czynów.
Był także członkiem rady nadzorczej Funduszu Obsługi Zadłużenia Zagranicznego. W 1993 został m.in. przeciwko niemu skierowany akt oskarżenia w sprawie tzw. afery FOZZ, który jednak został przez sąd zwrócony prokuratorowi. Drugim (uzupełnionym przez oskarżyciela publicznego) aktem oskarżenia w tej sprawie z 1998 nie był już objęty.
Od 1992 pracował w sektorze prywatnym, m.in. pełnił funkcję dyrektora finansowego w przedsiębiorstwie Sobiesława Zasady. W latach 1996–1998 był prezesem rady nadzorczej Banku Handlowego, a następnie przewodniczącym rady nadzorczej Banku Gospodarki Żywnościowej.
Od 1998 do 2004 zasiadał w Radzie Polityki Pieniężnej I kadencji. Był przewodniczącym kapituły Rankingu Szkół Wyższych Perspektywy. Działał w Stowarzyszeniu Ordynacka.
Autor ponad 600 publikacji, w tym (wspólnie z córką Anną) książki Historia monetarna Polski (Twigger, Warszawa 2003, ISBN 83-88904-29-9). Działał na rzecz rozwoju edukacji ekonomicznej społeczeństwa polskiego, pełnił funkcję przewodniczącego Rady Edukacji Ekonomicznej NBP.
Został pochowany na cmentarzu komunalnym Północnym w Warszawie (kwatera B/VIII/1/1/2).

## Odznaczenia
W 2003 otrzymał odznakę honorową „Za zasługi dla bankowości Rzeczypospolitej Polskiej”. W 2005 odznaczony Krzyżem Kawalerskim Orderu Odrodzenia Polski.

## Wybrane publikacje
- Grzegorz Wójtowicz, Anna Wójtowicz: Historia monetarna Polski. Warszawa: Twigger, 2003, s. 280. ISBN 83-8890-429-9.
- Grzegorz Wójtowicz, Anna Wójtowicz: Dlaczego nie jesteśmy bogaci? Dystans gospodarki polskiej do zachodnioeuropejskiej. Warszawa: CeDeWu, 2009, s. 152. ISBN 978-83-7556-228-6.